# Giulia Lupo
Giulia Lupo (Ragusa, 19 agosto 1977) è una politica italiana, senatrice della Repubblica Italiana dal 2018 al 2022 per il Movimento 5 Stelle.

## Biografia
Nata e residente a Ragusa, dove ha studiato al liceo scientifico Enrico Fermi; dopo un anno e mezzo circa come arbitro di pallavolo nella Federazione Italiana Pallavolo, è stata assistente di volo per Alitalia e delegata dell'Unione Sindacale di Base (USB) di Milano.

### Elezione a senatrice
Alle elezioni politiche del 2018 viene candidata al Senato della Repubblica nel collegio uninominale Lazio - 08 (Roma-Fiumicino), sostenuta dal Movimento 5 Stelle (M5S), che in precedenza aveva partecipato attivamente alle sue battaglie a Roma come sugli sprechi del governo Renzi, dove viene eletta senatrice con il 39,49% dei voti contro la candidata del centro-destra, in quota Lega, Luisa Regimenti (32,35%) e del centro-sinistra, in quota Partito Democratico, il generale Ugo Marchetti (20,13%).
Da senatrice, oltre a caratterizzarsi all'interno del M5S tra i più vicini a Luigi Di Maio, e risultando l'unica parlamentare di Ragusa nei 5 Stelle, si è occupata della riorganizzazione del settore aereo italiano, del rilancio della compagnia di Alitalia e della sua nazionalizzazione, specialmente durante il governo Conte II con il Ministro dello sviluppo economico Stefano Patuanelli.
L'11 dicembre 2021 diventa membro del Comitato per le Infrastrutture e mobilità sostenibile del Movimento 5 Stelle.
Alle elezioni politiche anticipate del 2022 viene ricandidata al Senato dal Movimento 5 Stelle sia nel collegio uninominale Lazio - 04 (Roma Municipio VII) che nel collegio plurinominale Lazio - 01 in terza posizione. All'uninominale arriva in terza posizione con il 15,52% dietro a Ester Mieli del centro-destra (37,49%) e a Monica Cirinnà del centro-sinistra (30,94%), non è eletta neanche nel collegio plurinominale.